# Boron (Mali)
Boron is een gemeente (commune) in de regio Koulikoro in Mali. De gemeente telt 38.000 inwoners (2009).